# Retrocés

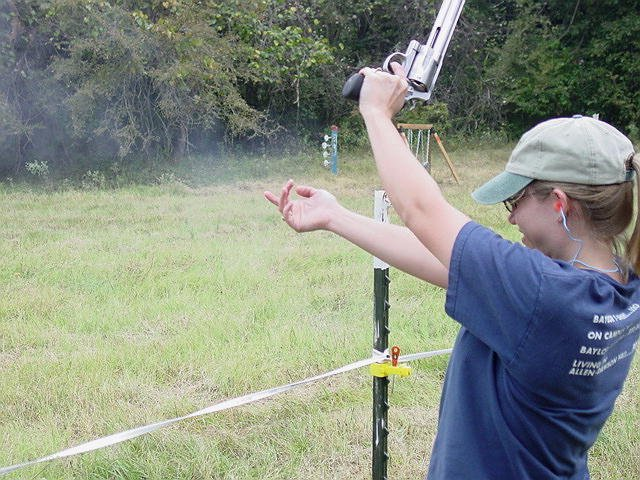
Retrocés d'un revòlver Smith & Wesson Model 500.

En l'ús d'una arma de foc s'entén per retrocés la força que provoca un moviment en sentit contrari al de la sortida del projectil.
D'aquesta manera, una arma amb molt de retrocés es fa difícil de manejar adequadament, en especial en armes automàtiques, raó per la qual diverses armes (normalment metralladores) van equipades amb un trípode que ajuda el
tirador a mantenir el control de l'arma. Normalment a major potència del projectil major
retrocés, de manera que el tipus de munició usada és el principal factor, tanmateix
detalls del disseny o parts acoblables a l'arma poden modificar-lo sensiblement, com ara la mida i pes o els frens de boca que s'acoblen al canó permetent la sortida de gasos el més ràpid possible intentant que contribueixin com menys possible al retrocés, així mateix amb un canó curt el retrocés és menor, ja que els gasos i el projectil surten abans, al contrari del que passa amb els canons llargs.